# Dyrhólaey

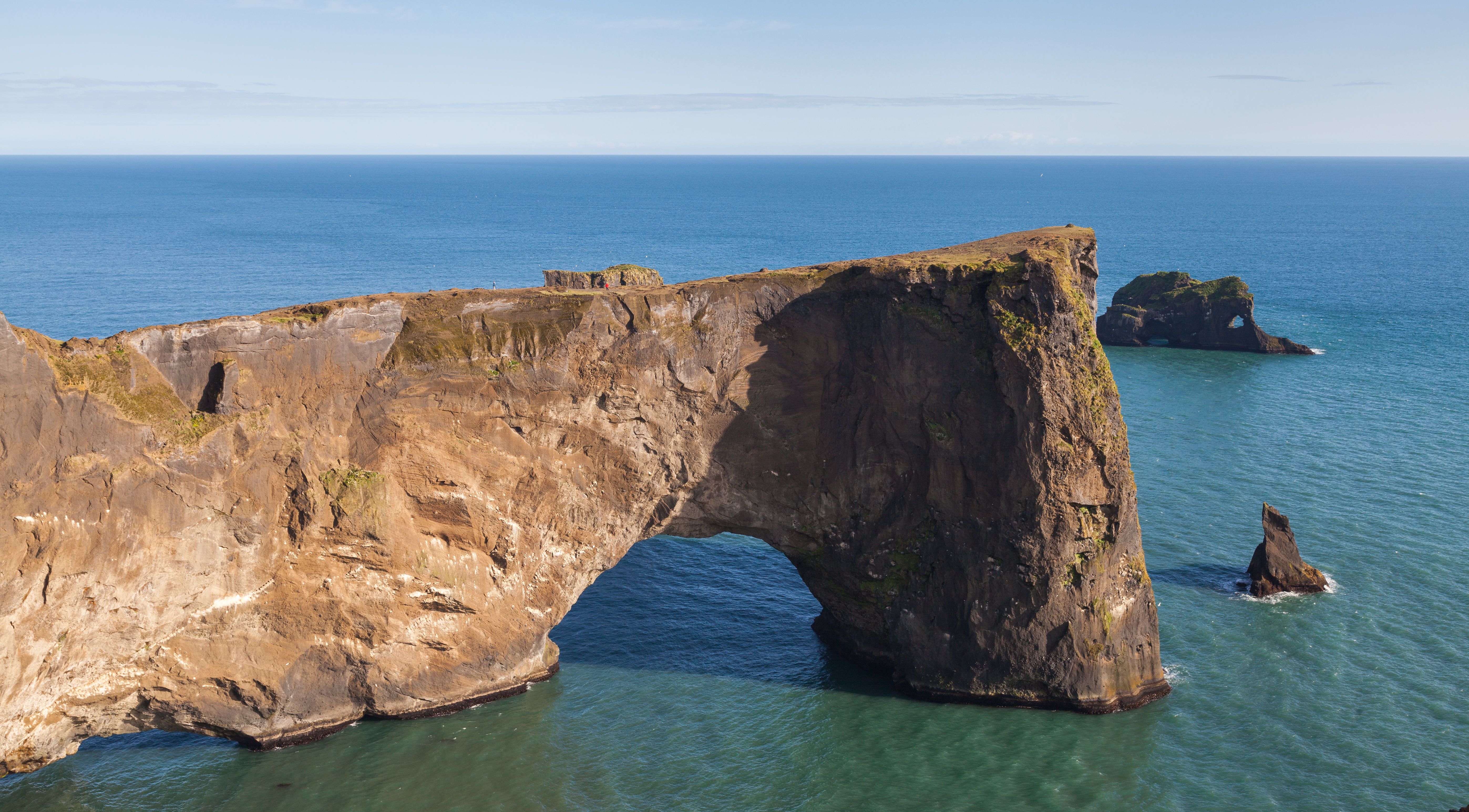
Łuk Dyrhólaey

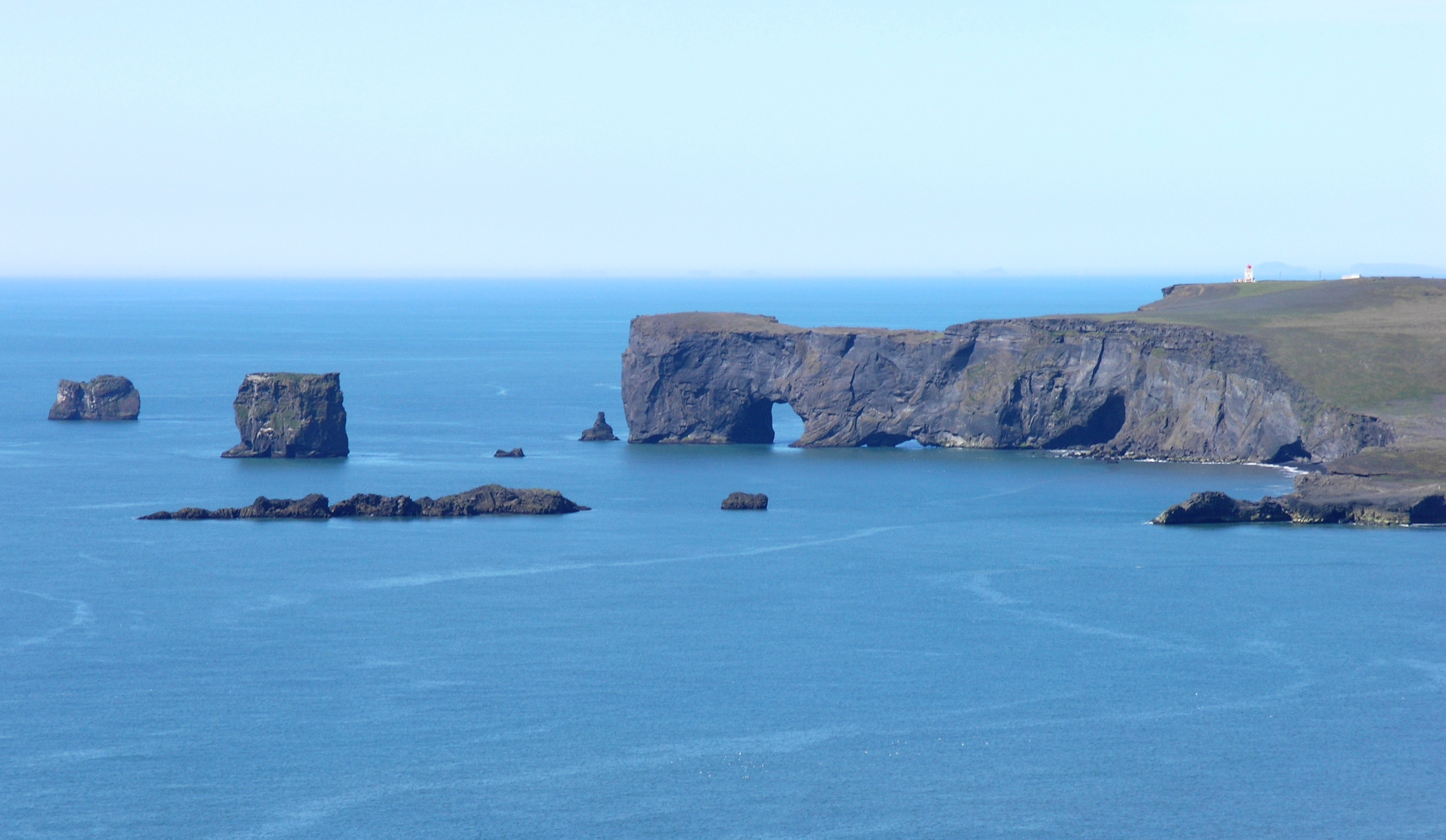
Widok z oddali

Dyrhólaey – niewielki półwysep lub cypel, znany dawniej przez angielskich żeglarzy jako Cape Portland. Położony w pobliżu miejscowości Vík í Mýrdal, stanowił do 1918 najdalej na południe wysunięty punkt Islandii (od tego momentu jest to Kötlutangi).

## Ogólne informacje
Uważa się, że cypel był w przeszłości wyspą, powstałą na skutek podwodnej erupcji wulkanicznej 80 000 lat temu. Wskazuje na to również islandzka nazwa, której znaczenie jest zlepkiem trzech słów: drzwi, otwór i wyspa. Wulkaniczne skały Dyrhólaey tworzą klify o wysokości dochodzącej do 120 metrów. Nieco dalej na wschód, napotkać można bardzo unikalne formacje skalne, wyłaniające się z oceanu. Wysokie na kilkadziesiąt metrów skalne iglice są jedną z atrakcji turystycznych położonego niedaleko Viku. Najwyższa z nich – Háidrangur, mierząca 56 metrów – została po raz pierwszy zdobyta przez człowieka w 1893 roku. Wystające z wody skalne formacje są zresztą od wieków odwiedzane przez lokalnych mieszkańców, którzy w sezonie zbierają na nich jaja ptaków morskich. Najbardziej charakterystycznym elementem tego miejsca jest jednak stworzony przez erozję wielki otwór w skale budującej cypel, tworzący monumentalny łuk, wystarczająco obszerny, by mogła przepłynąć przez niego łódź, czy nawet przelecieć niewielki samolot. W istocie, w materiałach turystycznych dotyczących tego miejsca, można spotkać się z informacją, że pilot-kaskader, nazwiskiem Tomme Tailor przeleciał przez łuk Dyrhólaey.

## Latarnia morska
Pierwsza latarnia morska na Dyrhólaey została zbudowana w 1910 roku, w 1927 roku została jednak zastąpiona stojącą do dzisiaj, trzypiętrową, murowaną konstrukcją. Materiały budowlane zostały wciągnięte z leżącej ponad 100 metrów poniżej plaży, przy pomocy stalowej liny. Przez pierwsze kilkadziesiąt lat historii latarni, latarnik zajmował się również hodowlą owiec i gromadzeniem siana na zimę w nieistniejącej już dziś stodole.

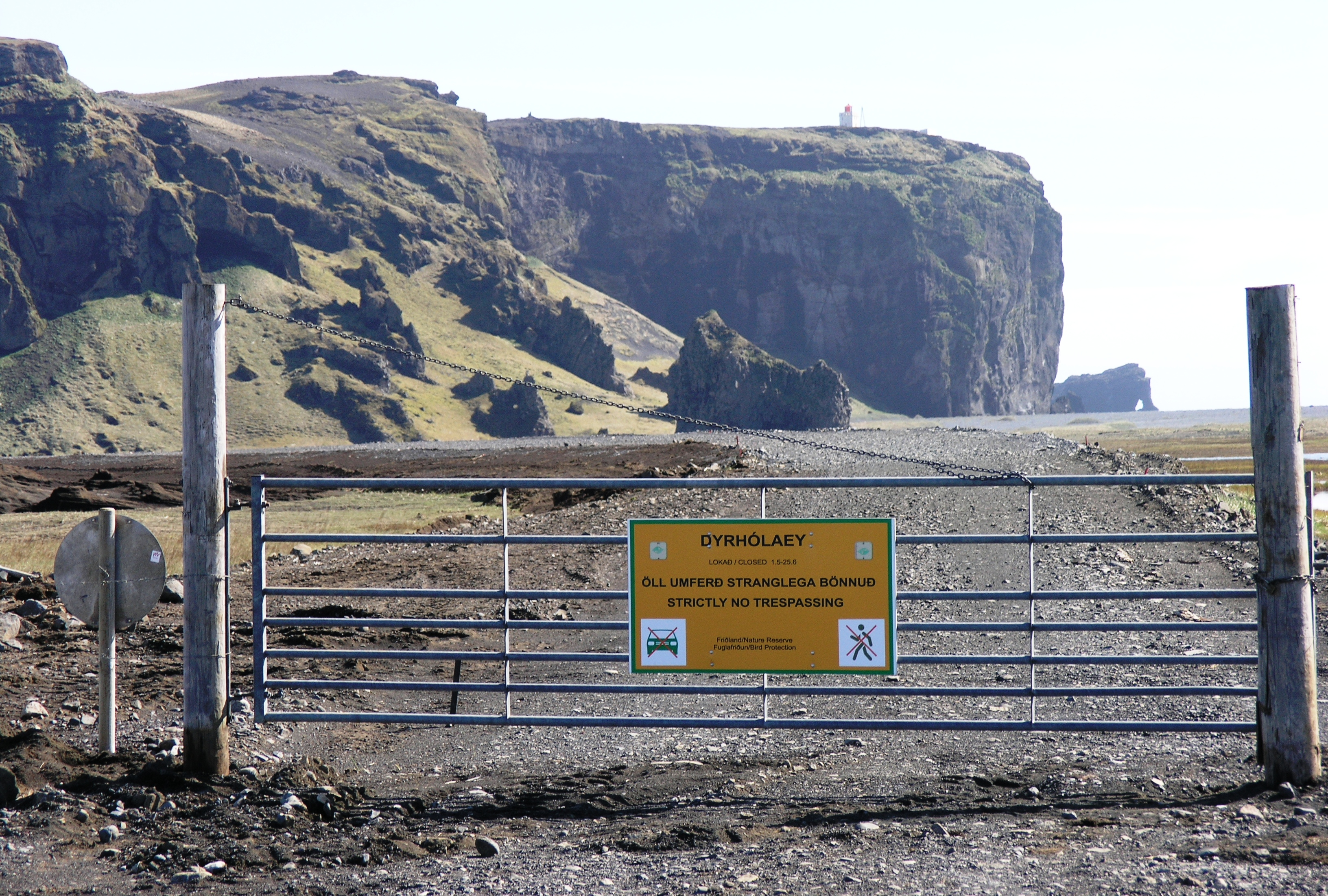
Zakaz wjazdu w sezonie lęgowym

## Siedlisko ptaków
Dyrhólaey jest jednym z najatrakcyjniejszych na Islandii miejsc do obserwowania ptaków morskich. W lipcu skały cypla i otaczających go wysepek roją się od nurzyków i mew, nietrudno spotkać tam również maskonury. Dyrhólaey w sezonie lęgowym (1 maja do 25 czerwca) jest całkowicie zamknięty dla ruchu turystycznego.